# 凹花蟹蛛
凹花蟹蛛（学名：Xysticus excavatus）为蟹蛛科花蟹蛛属的动物。在中国大陆，分布于内蒙古、新疆等地，多栖息于草丛。该物种的模式产地在内蒙古。